# 北山澤蟹
北山澤蟹（Geothelphusa boreas）是十足目溪蟹科澤蟹屬的一種淡水蟹，目前僅知分布於台灣。

## 物種描述
頭胸甲呈橘色，寬大於長，表面平滑。前側緣線明顯且佈有不明顯顆粒，無外鰓齒（epibranchial tooth）。雄蟹雙側螯足不等大。步足腹側具有兩道棘線。
本物種在形態上與達觀澤蟹（Geothelphusa takuan）和大里澤蟹（Geothelphusa tali）最類似，且在分布上彼此毗鄰。鑑別這些物種的方式必須依賴第一生殖足（G1）。大里澤蟹的近端節（subterminal segment）較直，達觀澤蟹及北山澤蟹則向內彎曲。達觀澤蟹的近端節外側緣通常有明顯齒刻，北山澤蟹則通常無齒刻存在。

## 分布與生態
目前已知分布於雪山山脈和中央山脈的北端，並延伸至蘇澳大坑橋、神秘湖、銅山一帶。主要分布於海拔740-1800公尺處。喜好棲息於攝氏15-19度左右的水域。

## 命名
種小名「boreas」源自希臘文，為北方之意，乃因本物種分布於台灣中央山脈北端。

## 發現過程
1994年，台灣中央大學教授施習德於宜蘭福山植物園初次採集到本物種，在經過形態特徵與分子證據的比對後，確認為台灣新種淡水蟹。2021年，澎湖科技大學水產養殖系教授施志昀、中興大學生命科學系教授施習德，與宜蘭大學森林暨自然資源系助理教授毛俊傑於《動物分類學》（Zootaxa）發表此一物種。